# THE IDOLM@STER (2007년 비디오 게임)
<THE IDOLM@STER> (아이돌마스터)는 반다이 남코 게임스가 2007년 1월 25일에 발매한 엑스박스 360용 아이돌 육성 시뮬레이션 게임.

## 개요
개성 풍부한 아이돌 후보생으로부터 1~3명을 선택해, 얼마나 많은 팬에게 지지를 받는 아이돌로 프로듀스할 수가 있을지를 겨루는 게임. 아케이드판으로부터의 이식 작품이 되지만, Xbox 360판에서는 시스템의 세부 변경 모두, 새롭게 메인 히로인으로서 <호시이 미키>가 프로듀스 가능해지고 있다. Xbox Live를 개입시키고, 네트워크 통신이나 유료로의 컨텐츠 다운로드가 가능해지고 있다.
PROJECT IM@S의 발표시에 그 중핵의 하나로서 발표되었다. 그 후, 2007년 11월 1일 발매의 Xbox 360 플라티나 콜렉션 제4탄 라인 업에도 들어가 있지만, 본작은 동시기의 다른 타이틀과 달리 10월에 급거 추가가 발표되었다. 2009년 3월 12일에는, 파생 작품 <THE IDOLM@STER LIVE FOR YOU!>와의 세트 <아이돌마스터 트윈즈>도 발매되고 있는 것 외, 동년 8월 11일 개시의 Xbox 360 소프트 다운로드 판매 서비스 <게임 온디멘드>의 제1탄 라인 업으로서 다운로드 판매도 개시되었다. 또 2011년 2월 24일에는 속편에 해당하는 <THE IDOLM@STER 2>가 Xbox 360판으로, 10월 27일에는 PlayStation 3판으로 발매되었다.
유저의 커뮤니티간에서는, 본작의 게임의 플레이 동영상을 여러 가지 형태로 편집해 MAD 무비로서 지은 동영상이 비디오 호스팅 서비스에 투고되어 확대를 보여 <독자적인 문화>라고도 형용되는 수용이 되었다. 또, 본작은 추가의 유료 다운로드 가능 콘텐츠 (DLC)의 매상이 큰 매상을 늘려, 이러한 과금 형태의 게임에서의 성공예가 된. DLC의 매상에 대해서는, 2008년 1월 18일의 시점에서 3억엔을 돌파한 것, 세계 제 3위를 기록했던 것이 발표되었다.
일본 게임 대상 2007년간 작품 부문 특별상 수상작품.

## 같이 보기
- 쿠보오카 토시유키 (캐릭터 디자인)